# Aire urbaine de Bourganeuf
L'aire urbaine de Bourganeuf est une aire urbaine française centrée sur l'unité urbaine de Bourganeuf.

## Données générales
En 2010, l'aire urbaine de Bourganeuf est composée de six communes. La fusion de  Masbaraud-Mérignat avec Saint-Dizier-Leyrenne, le 1er janvier 2019, pour constituer la commune nouvelle de Saint-Dizier-Masbaraud, augmente la population et la superficie de l'aire.
Le tableau suivant détaille la répartition de l'aire urbaine sur le département :
| Département | Communes (nb) | Communes (%) | Superficie (km²) | Superficie (%) | Population (2017) | Population (%) |
| ----------- | ------------- | ------------ | ---------------- | -------------- | ----------------- | -------------- |
| Creuse      | 6             | 2,3          | 155,6            | 2,7            | 4 556             | 3,8            |

## Composition
L'aire urbaine de Bourganeuf est composée des six communes suivantes :
| Nom                    | Code Insee | Statut           | Superficie (km2) | Population (dernière pop. légale) | Densité (hab./km2) |
| ---------------------- | ---------- | ---------------- | ---------------- | --------------------------------- | ------------------ |
| Bosmoreau-les-Mines    | 23027      |                  | 9,01             | 226 (2022)                        | 25                 |
| Bourganeuf             | 23030      |                  | 22,54            | 2 408 (2022)                      | 107                |
| Faux-Mazuras           | 23078      |                  | 19,96            | 189 (2022)                        | 9,5                |
| Mansat-la-Courrière    | 23122      |                  | 9,42             | 68 (2022)                         | 7,2                |
| Montboucher            | 23133      |                  | 27,68            | 370 (2022)                        | 13                 |
| Saint-Dizier-Masbaraud | 23189      | commune nouvelle | 67,02            | 1 134 (2022)                      | 17                 |

## Évolution démographique
| 1968  | 1975  | 1982  | 1990  | 1999  | 2007  | 2012  | 2017  |
| ----- | ----- | ----- | ----- | ----- | ----- | ----- | ----- |
| 6 647 | 6 140 | 5 941 | 5 500 | 5 243 | 5 056 | 4 860 | 4 556 |